# Аугуст Цојне
Аугуст Цојне (Лутерштат Витенберг, 12. мај 1778 — Берлин, 14. новембар 1853) био је немачки професор географије и германских језика, као и оснивач Берлинске школе за слепе.

## Биографија
Цојне је рођен 12. маја 1778. године у Лутерштат Витенбергу као син Јохана Карла Цојнеа, професора грчког језика на Универзитету у Лутерштат Витенбергу. У кући својих родитеља, он је стекао образовање од свог оца и тутора. Године 1798, Цојне је започео студије на Витенберг Универзитету. Дипломирао је својом тезом о историји географије, а кратко време био је квази-професор географије на овом универзитету. Његов роман Höhenschichten-Karte (Тополошка мапа земље) прославио га је у академским круговима.
Године 1803, он се преселио у Берлин где је постао професор у једној манастирској гимназији. У Берлину, где је живео као научник, био је у пријатељским односима са Јоханом Готлибом Фихтеом и историчарем Јоханесом фон Милером. Безуспешно се пријавио за експедицију у унутрашњост Африке, а убрзо након тога ушао је у „унутрашњи свет слепих”. У области офталмологије Цојне је проширио своје знање захваљујући оснивачу прве Европске школе за слепе, Валентину Хоју, у Паризу. Краљ Фридрих Вилхелм III донео је декрет 11. августа 1806. године којим је наложио отварање школе за слепе у Берлину, а Цојнеу је био поверен тај задатак. Дана 13. октобра исте године почело се са наставом, а то је била прва школа за слепе у читавој Немачкој.
Захваљујући новцу својих пријатеља, а и свом богатству, он је успео да сачува школу у временима невоље. Био је и професор географије у Берлину 1810. године. Од наредне, 1811. године, па наредних десет година, до 1821. године, предавао је на Универзитету у Берлину немачки језик и књижевност. Своје образовне вештине представио је у свом Приручнику о образовању слепих Belisarius (1808), као и у делу ГЕА. Покушај научне географије (1808).
Након француске окупације, он је постао политички новинар са одлучним патриотским ставом. Као германиста опчињен романтичним представама, Цојне је био против употребе страних речи и радио на објављивању Песме о Нибелубзима, коју је 1813. године објавио као прозни текст. Умро је 14. новембра 1853. године у Берлину, након што је изгубио вид у дубокој старости. Сахрањен је на гробљу Светог Ђорђа у Берлину, а у његову част школа за слепе Јонах Аугуст Цојне у Штеглицу названа је по њему.